# Kieran Tierney
Kieran Tierney (ur. 5 czerwca 1997 w Douglas) – szkocki piłkarz, występujący na pozycji obrońcy w szkockim klubie Celtic oraz w reprezentacji Szkocji. Uczestnik Mistrzostw Europy 2020 oraz 2024.
Urodził się na Wyspie Man, jednak jako dziecko przeniósł się do hrabstwa Lanarkshire. Przeszedł przez wszystkie szczeble juniorskie w Celtiku, debiutując w pierwszym zespole w kwietniu 2015. W marcu 2016 rozegrał natomiast pierwszy mecz w seniorskiej reprezentacji.

## Kariera klubowa

### Początki
Tierney urodził się w Douglas na Wyspie Man, ale mając dziesięć miesięcy wyjechał wraz z rodziną do Wishaw. Jako dziecko kibicował Celticowi i wieku 7 lat dołączył do klubu. Uczęszczał do St Brendan’s RC Primary School oraz Our Lady’s High School, a następnie również do St Ninian’s High School, które współpracowało z Celtikiem. Jego idolem z dzieciństwa był Tommy Gemmell, członek Lizbońskich Lwów, który także dorastał w Wishaw i występował na tej samej pozycji.
Na przestrzeni lat Tierney przeszedł przez różne szczeble młodzieżowe i dorobił się opinii wszechstronnego zawodnika, dającego sobie radę zarówno w obronie, jak i w ataku. W sierpniu 2014 udał się wraz z pierwszym zespołem na przedsezonowe zgrupowanie w Finlandii i podczas niego zadebiutował w meczu towarzyskim z Tottenhamem Hotspur. Mimo porażki Tierney opisał swój pierwszy występ jako „spełnienie marzeń”. W sezonie 2014/15 kontynuował on swoją grę w akademii i w październiku 2014 podczas spotkania Development League z młodzieżowym zespołem Heart of Midlothian zdobył bramkę ze skraju swojego własnego pola karnego.

### Celtic
22 kwietnia 2015 Tierney zaliczył oficjalny debiut w barwach Celticu, wchodząc na boisko w 81. minucie meczu ligowego z Dundee. Do końca sezonu rozegrał on jeszcze jedno spotkanie, przebywając na boisku przez ponad godzinę ligowego meczu z St. Johnstone.
Sezon 2015/16 był dla Tierneya przełomowy. Zakończył go z ponad trzydziestoma występami na koncie, przejmując miejsce na lewej obronie, które dotychczas zajmował bardziej doświadczony Emilio Izaguirre. Po zakończeniu rozgrywek zarówno gracze, jak i dziennikarze nagrodzili go tytułem najlepszego młodego zawodnika sezonu, zaś sam Celtic zdobył wówczas tytuł mistrzowski. 24 czerwca 2016, mimo zainteresowania ze strony klubów Premier League, Tierney podpisał z klubem nowy, pięcioletni kontrakt.
27 października 2016, już po rozegraniu swojego pierwszego meczu w fazie grupowej Ligi Mistrzów UEFA, Tierney doznał na treningu kontuzji kostki, która według pierwotnych założeń miała wyeliminować go z gry na dwa miesiące. Z powodu urazu ominął go występ w finale Pucharu Ligi Szkockiej. W międzyczasie Tierney leczony był także z uwagi na odnawiającą się kontuzję ramienia i raz na jakiś wraz ze swoimi przyjaciółmi z dzieciństwa pojawiał się na meczach Celticu, zasiadając wśród kibiców. 22 stycznia 2017, po trzech miesiącach poza grą, Tierney wystąpił w spotkaniu Pucharu Szkocji z Albion Rovers. 7 maja po raz drugi z rzędu otrzymał nagrodę PFA Scotland Young Player of the Year, będąc pierwszym graczem, który dokonał tego od 1986, gdy to Craig Levein także dwukrotnie został nagrodzony w ten właśnie sposób. 27 maja w początkowych minutach finałowego Pucharu Szkocji z Aberdeen doznał kontuzji szczęki i musiał opuścić boisko. Mimo to Celtic wygrał 2:1, zdobywając w sezonie 2016/17 trzy krajowe trofea. Sam Tierney, mimo wielu urazów, na przestrzeni całych rozgrywek wystąpił w sumie w 40 spotkaniach.
8 sierpnia 2017 Tierney został wybrany kapitanem na mecz Pucharu Ligi Szkockiej z Kilmarnock, jednocześnie występując na środku obrony jako lider złożonej z nastolatków defensywy. Celtic wygrał to spotkanie 5:0, zaś Tierney zanotował asystę oraz zdobył gola z ponad 35 metrów. 30 października tego samego roku, po zdobyciu ważnego gola podczas wygranego meczu z Aberdeen, przedłużył swoją umowę z Celtikiem do czerwca 2023. Pod koniec sezonu 2017/18 udało mu się zdobyć kolejne indywidualne wyróżnienia – ponownie dziennikarze i zawodnicy przyznali mu tytuł najlepszego młodego gracza roku. Ponadto Celtic po raz drugi z rzędu sięgnął po tryplet, do czego sam Tierney przyczynił się, zaliczając ponad 50 występów.
2 grudnia 2018 Tierney rozegrał pełne 90 minut podczas wygranego 1:0 finału Pucharu Ligi Szkockiej z Aberdeen. Krótko po tym meczu kontuzja biodra wykluczyła go z gry. Powrócił 24 lutego 2019, jednak nie na długo, gdyż z uwagi przez problemy z przepukliną musiał poddać się operacji. W czerwcu tego samego roku pojawiły się informacje o ofercie Arsenalu w wysokości najpierw 15 milionów funtów, a później 25 milionów funtów. Obie miały zostać odrzucone.

### Arsenal
8 sierpnia 2019 Tierney podpisał długoterminowy kontrakt z Arsenalem.

## Kariera reprezentacyjna
Tierney ma za sobą występy w młodzieżowych reprezentacjach Szkocji do lat 18 oraz do lat 19. Swego czasu wyrażał on również zainteresowanie grą w reprezentacji Ellan Vannin, która pochodzi z Wyspy Man, na której się urodził.
10 marca 2016 Tierney otrzymał pierwsze powołanie do seniorskiej reprezentacji Szkocji. 30 marca zadebiutował w narodowych barwach, wychodząc w podstawowym składzie na wygrany 1:0 mecz z Danią – na boisku przebywał przez całą pierwszą połowę, zaś na początku drugiej został zmieniony przez ówczesnego klubowego kolegę, Charliego Mulgrewa. Z uwagi na większą niż inny reprezentacyjny lewy obrońca, Andrew Robertson, zdolność do adaptacji, Tierney został w meczach ze Słowenią, Litwą oraz Słowacją oddelegowany do gry na prawej obronie, zaś w spotkaniu z Anglią był częścią trzyosobowego bloku defensywnego.
W listopadzie 2017 Tierney został wybrany kapitanem reprezentacji na towarzyski mecz z Holandii. Spotkanie to rozegrał jako środkowy obrońca, zaś Szkocja przegrała 0:1.
W październiku 2018 Tierney był autorem gola samobójczego podczas przegranego 1:2 meczu Ligi Narodów UEFA z Izarealem. Po spotkaniu Andrew Robertson przyznał, że on i Tierney zmuszeni byli grać poza swoimi nominalnymi pozycjami z uwagi na preferowane przez ówczesnego selekcjonera, Alexa McLeisha, ustawienie 3–5–2.

## Statystyki kariery klubowej
(aktualne na dzień 15 stycznia 2023)
| Celtic             | 2014/15            | Scottish Premiership | 2   | 0 | 0  | 0 | 0  | 0 | 0  | 0 | – | – | 2   | 0  |
| Celtic             | 2015/16            | Scottish Premiership | 23  | 1 | 4  | 0 | 2  | 0 | 4  | 0 | – | – | 33  | 1  |
| Celtic             | 2016/17            | Scottish Premiership | 24  | 1 | 5  | 1 | 2  | 0 | 9  | 0 | – | – | 40  | 2  |
| Celtic             | 2017/18            | Scottish Premiership | 32  | 3 | 5  | 0 | 4  | 1 | 14 | 0 | – | – | 55  | 4  |
| Celtic             | 2018/19            | Scottish Premiership | 21  | 0 | 2  | 0 | 3  | 0 | 14 | 1 | – | – | 40  | 1  |
| Celtic             | Ogólnie w karierze | Ogólnie w karierze   | 102 | 5 | 16 | 1 | 11 | 1 | 41 | 1 | 0 | 0 | 170 | 8  |
| Arsenal            | 2019/20            | Premier League       | 15  | 1 | 3  | 0 | 2  | 0 | 4  | 0 | – | – | 24  | 1  |
| Arsenal            | 2020/21            | Premier League       | 27  | 1 | 1  | 0 | 0  | 0 | 9  | 1 | 1 | 0 | 38  | 2  |
| Arsenal            | 2021/22            | Premier League       | 22  | 1 | 1  | 0 | 2  | 0 | –  | – | – | – | 25  | 1  |
| Arsenal            | 2022/23            | Premier League       | 15  | 0 | 1  | 0 | 1  | 0 | 6  | 1 | – | – | 23  | 1  |
| Arsenal            | Ogólnie w karierze | Ogólnie w karierze   | 79  | 3 | 6  | 0 | 5  | 0 | 19 | 2 | 1 | 0 | 110 | 5  |
| Ogólnie w karierze | Ogólnie w karierze | Ogólnie w karierze   | 181 | 8 | 22 | 1 | 18 | 1 | 60 | 3 | 1 | 0 | 282 | 13 |

## Statystyki kariery reprezentacyjnej
(aktualne na dzień 26 lutego 2021)
| Reprezentacja | Rok     |    | Występy | Gole |
| ------------- | ------- | -- | ------- | ---- |
| Szkocja       | 2016    | 2  | 0       |      |
| Szkocja       | 2017    | 7  | 0       |      |
| Szkocja       | 2018    | 3  | 0       |      |
| Szkocja       | 2020    | 4  | 0       |      |
| Ogólnie       | Ogólnie | 16 | 0       |      |

## Sukcesy
Celtic
- Mistrzostwo Szkocji: 2015/16, 2016/17, 2017/18, 2018/19
- Puchar Szkocji: 2016/17, 2017/18
- Puchar Ligi Szkockiej: 2017/18, 2018/19

Arsenal
- Puchar Anglii: 2019/20
- Tarcza Wspólnoty: 2020

Indywidualne
- Najlepszy młody szkocki piłkarz sezonu wg PFA: 2015/16, 2016/17, 2017/18
- Najlepszy młody piłkarz sezonu wg SFWA: 2015/16, 2016/17, 2017/18
- Najlepszy młody piłkarz Celticu: 2015/16, 2016/17, 2017/18
- Najlepszy piłkarz roku wg kibiców SFSA: 2017
- Drużyna sezonu wg PFA: 2015/16, 2016/17, 2017/18
- Bramka sezonu wg PFA: 2017/18
- Bramka sezonu Celticu: 2017/18
- Najlepszy piłkarz miesiąca Scottish Premiership: październik 2017